# トマス・フェアファクス (第4代フェアファクス子爵)
第4代フェアファクス子爵トマス・フェアファクス（英語: Thomas Fairfax, 4th Viscount Fairfax、1651年没）は、アイルランド貴族。

## 生涯
第3代フェアファクス子爵ウィリアム・フェアファクスとエリザベス・スミス（Elizabeth Smith、1692年没、アレクサンダー・スミスの娘）の息子として生まれた。
1648年に父が死去すると、フェアファクス子爵の爵位を継承した。
1651年に生涯未婚のまま死去、叔父チャールズが爵位を継承した。